# Prádena del Rincón
Prádena del Rincón település Spanyolországban, Madrid tartományban. Prádena del Rincón Madarcos, Horcajuelo de la Sierra, Montejo de la Sierra, La Hiruela, Puebla de la Sierra és Puentes Viejas községekkel határos. Lakosainak száma 139 fő (2024).

## Népesség
A település népessége az utóbbi években az alábbiak szerint változott:
| Lakosok száma | 103  | 110  | 110  | 122  | 127  | 132  | 132  | 117  | 147  | 139  |
|               | 2001 | 2004 | 2007 | 2009 | 2012 | 2014 | 2017 | 2019 | 2022 | 2024 |